# Ватрослав Лисинський
Ватросла́в Лиси́нський (хорв. Vatroslav Lisinski; 8 липня 1819 — 31 травня 1854, справжнє ім'я — Ігнац Фукс, Fuchs) — хорватський композитор, представник епохи ілліризму, що вважається «основоположником нової хорватської та південнослов'янської музики» (такий надпис міститься на його пам'ятнику).

## Біографічні відомості
Народився у Загребі. У 1838—1842 роках студіював у Загребі філософію і право, одночасно навчаючись музиці під керівництвом директора музичної школи Юрая Карло Віснер-Моргенштерна. У 1841 році виступив із першим музичним твором. У 1846 році в загребському театрі була поставлена опера Лисинського «Любов і злодійство» (хорв. Ljubav i zloba), на лібрето Димитрія Деметера на хорватський історичний сюжет, що вважається першою хорватською національною оперою. У 1847—1850 роках Лисинський стажувався у Празі під керівництвом Яна Бедржіха Кітлі. У Празі Лисинський почав роботу над другою оперою «Порін» (також на лібрето Деметер), яку завершив після повернення в Загреб у 1851 році (проте поставлена вона була лише у 1897 році).
Іменем Лисинського названий Концертний зал імені Ватрослава Лисинського та музична школа в Загребі.

## Твори
Опери:
- «Любов і злоба» (Ljubav i zloba, 1846, Загреб),
- «Порін» (Porin, 1851, пост. 1897, Загреб);

Для оркестру
- 7 увертюр (в тому числі «Югославія», 1848, і «Беллона», 1849),
- Вечір (Vecer, для малого орк., 1850),
- Славонське коло (Slavonsko kolo, 1850),

- твори для фортепіано;
- вокальні твори;
- хори a cappella,
- пісні (бл. 100),
- обробки народних мелодій.